# Бертод (Колорадо)
Бертод (англ. Berthoud) — місто (англ. town) в США, в округах Ларімер і Велд штату Колорадо. Населення — 10 332 особи (2020).

## Географія
Бертод розташований за координатами 40°17′50″ пн. ш. 104°59′25″ зх. д. / 40.29722° пн. ш. 104.99028° зх. д. (40.297233, -104.990286).  За даними Бюро перепису населення США в 2010 році місто мало площу 29,93 км², з яких 29,60 км² — суходіл та 0,33 км² — водойми. В 2017 році площа становила 32,76 км², з яких 32,40 км² — суходіл та 0,35 км² — водойми.

## Демографія
Згідно з переписом 2010 року, у місті мешкало 5105 осіб у 1999 домогосподарствах у складі 1358 родин. Густота населення становила 171 особа/км².  Було 2084 помешкання (70/км²).
Расовий склад населення:
| - 93,1 % — білих - 1,0 % — азіатів - 0,9 % — корінних американців - 0,2 % — вихідців з тихоокеанських островів - 0,2 % — чорних або афроамериканців - 2,5 % — осіб інших рас |

До двох чи більше рас належало 2,1 %. Частка іспаномовних становила 8,6 % від усіх жителів.
За віковим діапазоном населення розподілялося таким чином: 25,4 % — особи молодші 18 років, 62,2 % — особи у віці 18—64 років, 12,4 % — особи у віці 65 років та старші. Медіана віку мешканця становила 41,2 року. На 100 осіб жіночої статі у місті припадало 96,8 чоловіків;  на 100 жінок у віці від 18 років та старших — 95,4 чоловіків також старших 18 років.
Середній дохід на одне домашнє господарство  становив 70 858 доларів США (медіана — 59 477), а середній дохід на одну сім'ю — 86 030 доларів (медіана — 73 505). Медіана доходів становила 61 148 доларів для чоловіків та 37 395 доларів для жінок. За межею бідності перебувало 9,3 % осіб, у тому числі 8,9 % дітей у віці до 18 років та 12,4 % осіб у віці 65 років та старших.
Цивільне працевлаштоване населення становило 2863 особи. Основні галузі зайнятості: освіта, охорона здоров'я та соціальна допомога — 22,3 %, виробництво — 13,8 %, науковці, спеціалісти, менеджери — 13,5 %.